# Mormonia scortorum
Mormonia scortorum är en fjärilsart som beskrevs av John Henry Leech 1900. Mormonia scortorum ingår i släktet Mormonia och familjen nattflyn. Inga underarter finns listade i Catalogue of Life.